# Ілон Маск
Ілон Рів Маск (англ. Elon Reeve Musk; нар. 28 червня 1971, Преторія, ПАР) — підприємець, інвестор та мільярдер. Засновник компаній «SpaceX», «PayPal», Neuralink і The Boring Company, головний дизайнер, генеральний директор і голова ради директорів «Tesla Inc.» й власник соцмережі Twitter (яку він перейменував на «X»). З 2025 року Маск є старшим радником президента США Дональда Трампа і де-факто очолює Департамент ефективності уряду (DOGE). Маск є найбагатшою людиною у світі; станом на лютий 2025 року Forbes оцінює його статки у 353 мільярди доларів США.
Маск народився у відомій родині в Преторії, Південна Африка, а в 1989 році емігрував до Канади і отримав її громадянство через свою матір. Згодом переїхав до США і закінчив Університет Пенсильванії, а потім переїхав до Каліфорнії, щоб займатися підприємницькою діяльністю. У 1995 році Маск став співзасновником компанії-розробника програмного забезпечення Zip2. Після її продажу в 1999 році він став співзасновником X.com, компанії онлайн-платежів, яка згодом об'єдналася в PayPal, й була придбана eBay у 2002 році за 1,5 мільярда доларів. Того ж року Маск отримав громадянство США.
У 2002 році Маск заснував компанію SpaceX і став її генеральним директором та головним інженером. У 2004 році Маск приєднався до компанії Tesla, Inc. як ранній інвестор, а в 2008 році став її генеральним директором і дизайнером; компанія стала лідером на ринку електромобілів. У 2015 році він став співзасновником компанії OpenAI, яка займається дослідженнями в галузі штучного інтелекту, але у 2018 році вийшов з її ради директорів. У 2016 році Маск став співзасновником компанії Neuralink, яка займається розробкою нейрокомп'ютерного інтерфейсу, а в 2017 році заснував компанію The Boring Company, яка має на меті розвиток тунельного транспорту. У 2021 році Маск був названий людиною року за версією журналу Time. У 2022 році він придбав Twitter, здійснивши значні зміни та ребрендинг компанії на X у 2023 році. У січні 2025 року Дональд Трамп призначив його головою Департаменту ефективності.
Політична діяльність і погляди Маска зробили його контроверсійною фігурою. Його критикували за ненаукові та оманливі заяви, в тому числі за дезінформацію про COVID-19 і просування теорій змови. Його придбання Twitter (тепер X) було суперечливим через подальше зростання мови ненависті та поширення дезінформації у соцмережі. Він займався політичною діяльністю в декількох країнах, в тому числі як фінансовий прихильник Трампа. Маск був найбільшим донором на президентських виборах у США 2024 року і є прихильником глобальних ультраправих діячів, ідей та політичних партій.

## Життєпис
Маск народився 28 червня 1971 року у Преторії (ПАР). Його мати Мей Маск була моделлю та дієтологом, батько Еррол Маск — мав свій інженерний бізнес. Окрім Ілона в сім'ї було ще двоє дітей: Тоска та Кімбал. В школі Маск не був відмінником.
Свій перший комп'ютер (Commodore VIC-20) Ілон купив у віці десять років і самостійно навчився на ньому програмувати. Коли йому було дванадцять, він продав свою першу програму — гру під назвою «Blastar», за $500. У сімнадцятирічному віці він виїхав до Канади. Оскільки предки були канадцями, він з легкістю отримав візу. У 1992 переїхав до США і вступив до Пенсільванського університету, де вивчав фізику та бізнес.

## Кар'єра

### Zip2
Першою компанією, яку заснував Маск, став стартап Zip2. Підприємець запустив проєкт разом зі своїм братом Кімбалом у 1995 році. Zip2 виробляла програмне забезпечення, що дає новинним виданням можливість розміщувати інформаційне наповнення сайту в інтернеті і пропонувати своїм клієнтам додаткові платні сервіси.
Одним з інвесторів компанії став фонд Mohr Dawidov Ventures. Партнери фонду почали планувати перепродаж Zip2, але Маск переконав їх, що її потенціал ще не до кінця розкритий, і в перспективі стартап може коштувати більше.
Клієнтами Zip2 були такі видання, як Нью-Йорк таймс, Pulitzer Publishing. У 1998 році керівництво компанії оголосило про майбутнє злиття з CitySearch. Угода так і не була закрита, а через рік, у 1999 році, стартап викупила організація Compaq, заплативши за Zip2 $ 304 млн. Ілону Маску, частка якого в компанії на той момент складала 7 %, або $ 22 млн.

### X.comтаPayPal
У березні 1999 року Маск став одним із засновників X.com. 2000 року відбулося злиття компаній X.com та Confinity, одне з відділень якої мало назву PayPal. Обидві системи (X.com і PayPal) займалися забезпеченням персональних електронних грошових переказів за допомогою електронної пошти, і метою угоди було злиття обох платіжних систем, однак насправді цього не сталося. Маск рішуче виступав за бренд X.com замість PayPal, що викликало внутрішні політичні розбіжності, що закінчилися врешті-решт відставкою Маска за рішенням Ради директорів. 
Дуже розумний, дуже харизматичний, приголомшливо захоплена людина — вкрай рідкісна комбінація рис характеру. Зазвичай люди, що мають хоча б одну з них, позбавлені двох інших. Було трохи моторошно змагатися з його стартапом з Пало Альто в 1999—2000 роках. — Пітер Тіль, засновник PayPal
Однак стратегічне рішення Ілона про злиття двох компаній, поряд з активним просуванням електронної системи оплати на Інтернет-аукціонах (насамперед, eBay), привело в 2001 році до швидкого зростання бізнесу, який був остаточно перейменовано в PayPal. Такі значні результати дозволили компанії провести розміщення акцій на біржі в лютому 2002 року (і при цьому стати першою з дотком-компаній, що вийшли на біржу після терористичних актів 11 вересня 2001 року). У жовтні 2002 року PayPal була куплена eBay за $1,5 млрд. На момент продажу Маску належали 11,7 % акцій компанії, що дозволило йому вторгувати $165 млн.
22 липня 2023 року Маск оголосив про ребрендинг загальновизнаної соціальної мережі Twitter на 𝕏 і запровадження платформи соціальних мереж під назвою X.com, згодом зробивши перенаправлення X.com на Twitter.com. Традиційне зображення синього птаха було ребрендинговано логотипом 𝕏 на всіх сторінках сайту. Обліковий запис Ілона Маска в Twitter, а також зображення профілю офіційного облікового запису @Twitter серед інших офіційних облікових записів, що належать Twitter, оновлено на новий логотип 𝕏. Конкретні подробиці ребрендингу залишаються невідомими.

## SpaceX
У червні 2002 року Маск заснував свою третю компанію — SpaceX. Вона є приватним розробником серії ракет-носіїв і космічних кораблів, а також комерційним оператором космічних систем. Ілон нині є її CEO і головним інженером. Хто не сумнівався в успіху молодого мільйонера — це підприємець Пітер Тіль, який інвестував у SpaceX. За його власними словами, він зробив це не тільки тому, що знав Ілона і вірив у його відданість справі, але й тому, що вважав космічні подорожі важливим етапом розвитку для суспільства, а SpaceX вважав потенційно дуже прибутковим капіталовкладенням.
У 2006 році пройшли випробування першої ракети-носія SpaceX — Falcon 1. Три польоти були невдалими, а у 2008 році вдалося здійснити успішний демонстраційний запуск симулятора корисного вантажу. І 13 липня 2009 року компанії вперше вдалося вивести на орбіту малайзійський супутник.

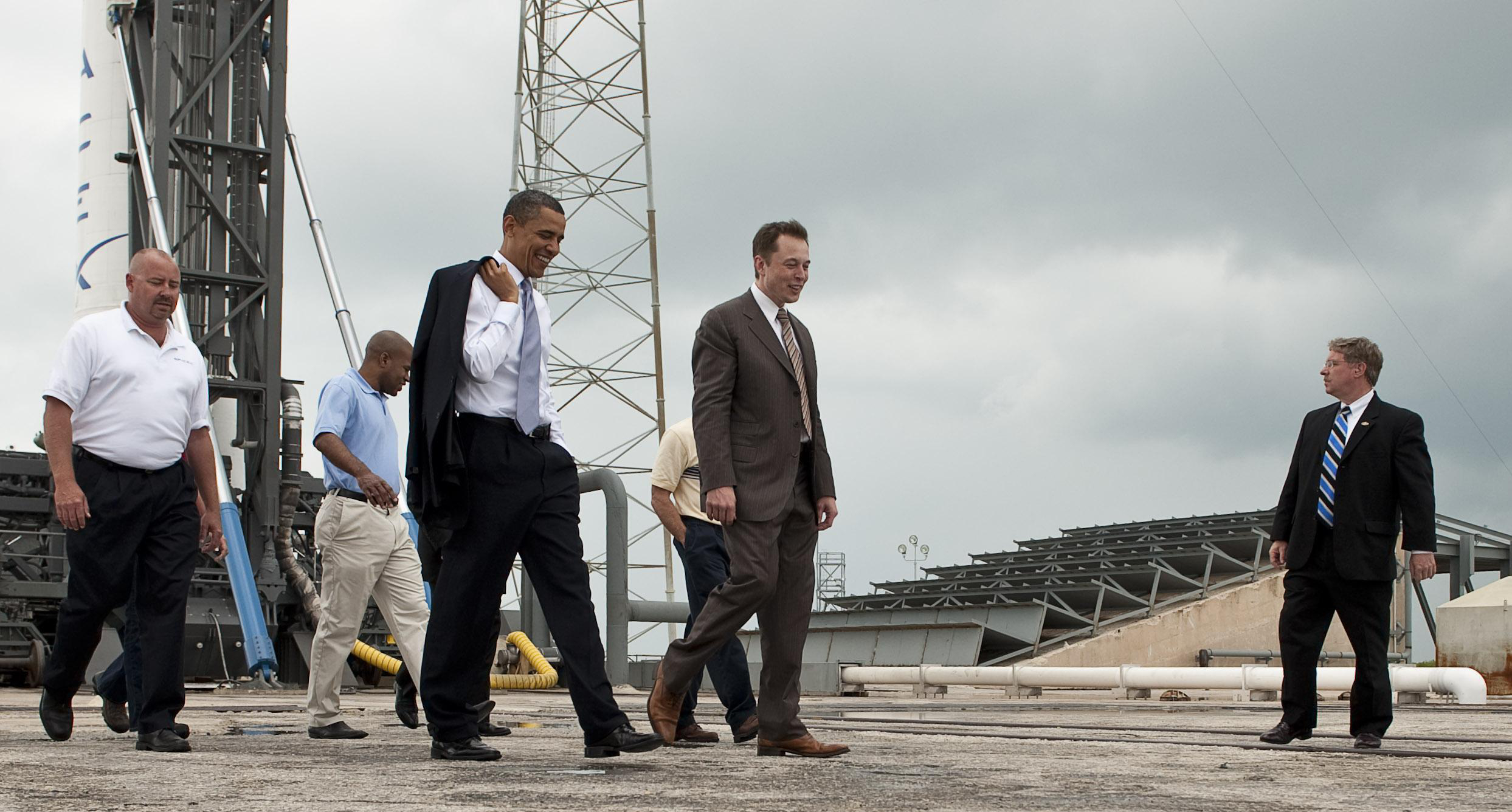
Ілон Маск та президент США Барак Обама на стартовому майданчику Falcon 9 (2010 рік)

У грудні 2008 року НАСА підписало із SpaceX контракт на суму $1,6 млрд на 12 запусків носія Falcon 9 і вантажного космічного корабля Dragon до МКС, як заміну кораблів Спейс Шаттл після припинення програми їхнього запуску у 2011 році. На першому етапі передбачалася доставка вантажів, тоді як перевезення космонавтів мало здійснюватися російськими кораблями «Союз». Однак система Falcon 9/Dragon відпочатку замислювалася як засіб доставки на станцію астронавтів, і, враховуючи рекомендації Комісії Огустіна, відповідно до яких доставка людей повинна здійснюватися комерційними операторами, передбачалося, що SpaceX (і подібні їй компанії) за певний час мала стати основним космічним перевізником.
Перший запуск Falcon 9, що мала вже не один, а дев'ять двигунів Merlin на першому ступені, відбувся у червні 2010 року. Вдало підняли макет власного космічного корабля. А вже справжній Dragon вперше пристикувався до МКС у 2012 році. 22 грудня 2015 року — важлива дата у житті Маска, адже тоді вдалося здійснити керований спуск і посадку першого ступеня ракети на наземний майданчик, а 8 квітня 2016 року — вже і на плаваючу в океані платформу ASDS, яку використовують для економії палива. Також уже іноді повторно застосовуються обтікачі корисного вантажу, вартість кожного складає ~$6 млн.

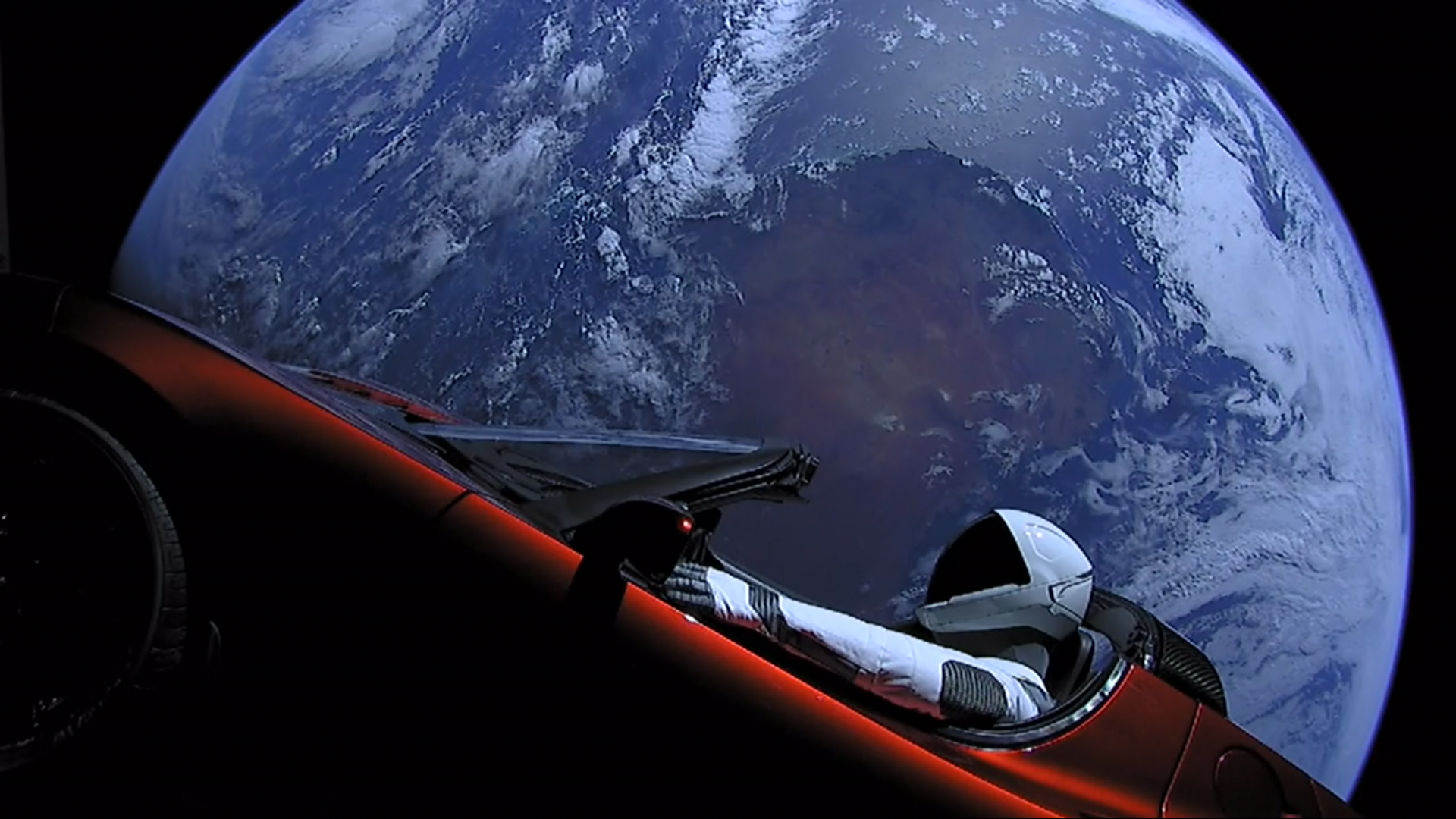
Starman у скафандрі SpaceX «кермує» автомобілем Tesla Roadster

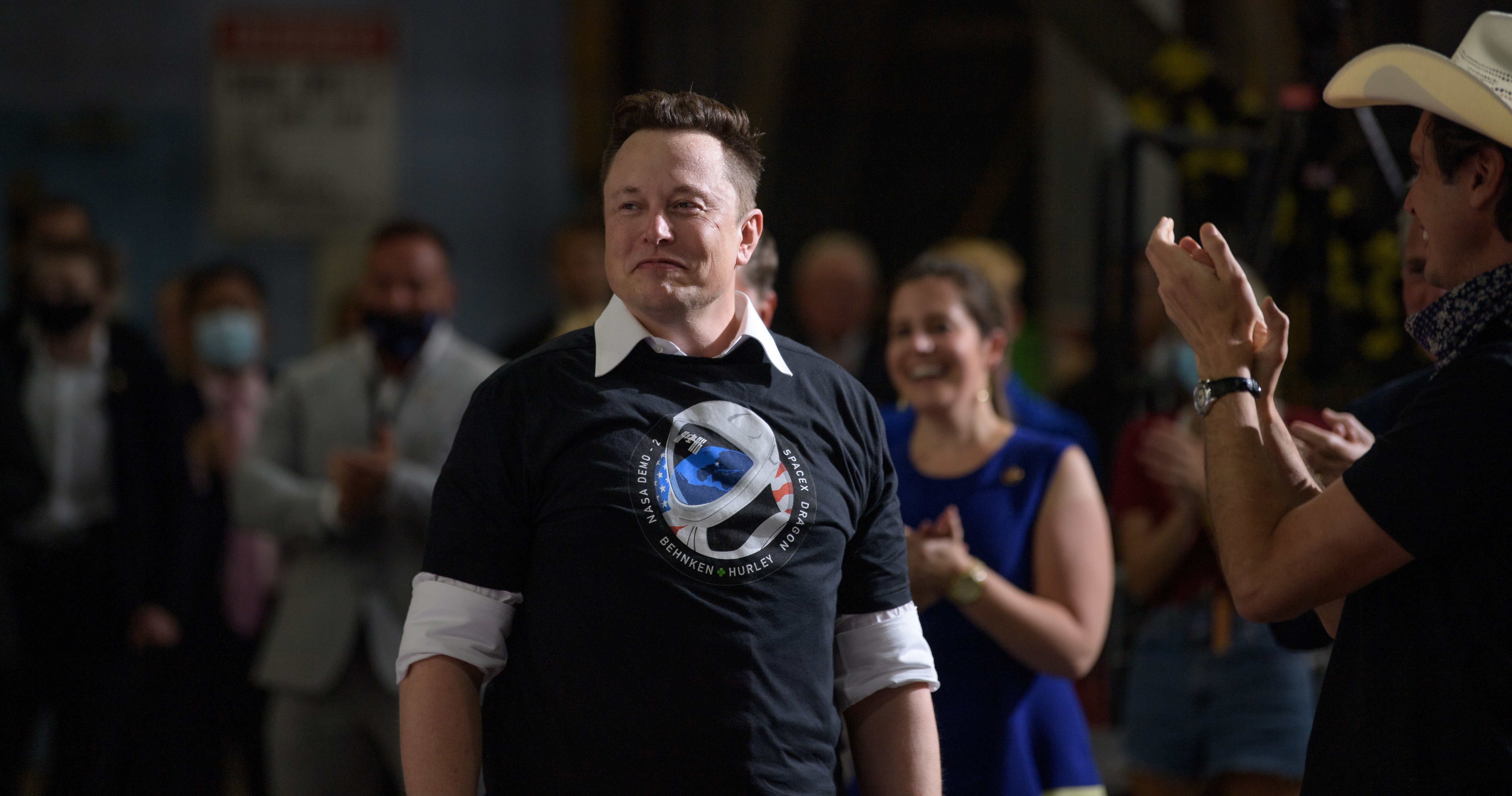
Маск радіє запуску астронавтів

6 лютого 2018 року здійснено тестовий політ Falcon Heavy — найпотужнішої нині ракети. Як рекламний трюк Маск запустив у космос власне авто. У травні 2020 року Ілон покепкував із Роскосмосу словами «Батут працює!», що ознаменували перший політ американських астронавтів до МКС не на російському кораблі, а на розробленому SpaceX пілотованому Crew Dragon (місія SpaceX DM-2).
На вересень 2020 року компанії вдалося здійснити 93 вдалих запусків (три місії чекала невдача). Їхній повний список та інформацію про майбутні польоти можна побачити тут.

### Starlink

Логотип проєкту Starlink

Проєкт з виготовлення і запуску сузір'я супутників, за допомогою якого навіть у малозаселеній місцевості люди матимуть доступ до високошвидкісного (1 Гбіт/с із затримкою 8—10 мс) інтернету лише придбавши термінал користувача (супутникову антену із роутером). До середини 2020-х років компанія планувала відправити на певні орбіти близько 12 тисяч апаратів, однак у 2019 році з'явилася інформація про заявку на ще 30 тисяч штук. Підйом супутників здійснюється ракетою Falcon 9 по 60 одиниць за раз. Покриття всієї планети очікується у 2021 році, хоча повноцінна якість інтернету проявиться після запуску усього сузір'я. Зароблені гроші мають піти на розробку ракети Starship.

### Starship
За твердженням самого Ілона, на його світосприйняття значний вплив мав цикл науково-фантастичних романів «Фундація (Foundation)» і погляди Айзека Азімова на освоєння космічного простору як розвиток (і збереження) людського буття. Маск стверджує, що охоплення життям декількох планет може служити захистом від загрози зникнення людства.
Астероїд або супер-вулкан може знищити нас, а до того ж ми схильні до ризиків, що ніколи й не снилися динозаврам: штучно створений вірус, випадкова поява мікроскопічної чорної діри в результаті фізичного експерименту, катастрофічне глобальне потепління або яка-небудь ще невідома на сьогодні руйнівна технологія може припинити наше існування. На розвиток людства пішли мільйони років, але за останні шістдесят років атомна зброя створила потенціал самознищення. Раніше чи пізніше наше життя повинне буде вийти за межі цієї синьо-зеленої кульки — або ми вимремо.

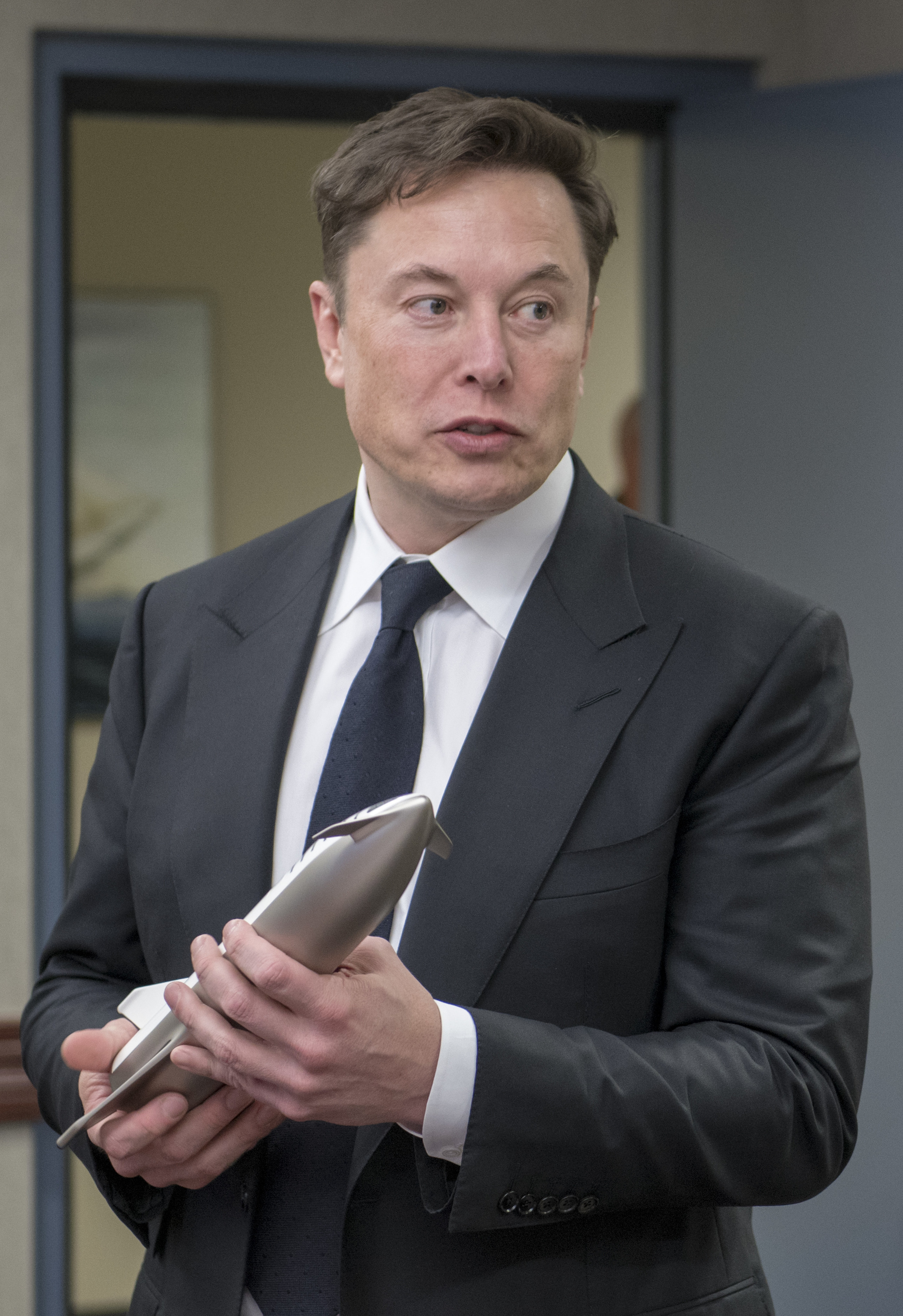
Ілон із моделлю Starship (2019 рік)

Ось чому у 2012 році Маск презентував перший варіант ракети для дослідження і колонізації Марса. З роками дизайн і назва ракети змінювалися, і у 2018 році її назвали «Starship». Другий ступінь є космічним кораблем. Зараз ракету активно розробляють, і перший орбітальний політ може відбутися у 2021 році. Можливості Starship дозволять:
- запуск великих за розмірами супутників, або значної їх кількості за раз;
- польоти на Місяць — у вересні 2018 року SpaceX представила свого першого пасажира для туристичної місії навколо нашого супутника — #dearMoon, ним став японський мільярдер Юсаку Маедзава;
- транспортування пасажирів чи вантажу у межах Землі, що дозволить перелетіти на інший материк за ~40 хвилин;
- основне завдання — перевезення людей на Марс.

За задумом Маска у 2022 році на Марс спочатку відправлять велику кількість сонячних панелей, гірничовидобувне обладнання, марсоходи, прилади для підтримки життєдіяльності, їжу. Там також знадобляться машини для виробництва промислового метану і кисню, що є паливом для ракети. Перші сміливці (до 50 людей) мають полетіти на червону планету у двох пасажирських Starship, ще двоє будуть вантажними. Цей запуск заплановано на 2024 рік. План Маска полягає в тому, щоб із кожним новим рейсом посилати на Марс матеріали для будівництва прозорих куполів, які потім можна буде заповнювати киснем, аби відтворити звичну для людини атмосферу. Таких куполів буде ставати дедалі більше, і щоразу кількість матеріалів, поміщених у черговий вантажний корабель, зменшуватиметься — звільняючи місце для більшого числа людей. Великим здобутком було б розширити колонію до 1 млн осіб до 2050 року.
На думку підприємця, дослідження Марса дозволить встановити ціну на транспортні польоти на планету на рівні $500 тисяч — що «цілком прийнятно» для жителів розвинених країн, а також покласти початок освоєнню інших планет Сонячної системи.

## Tesla Inc
Tesla Motors була заснована через рік після створення SpaceX, в 2003 році, на честь сербського вченого Ніколи Тесли, який є винахідником електродвигуна зі змінним струмом. Сферою діяльності цієї компанії є створення екологічно чистих електромобілів.
У 2007 році компанія ледь не збанкрутувала. У грудні 2007 року її президентом призначили Зеєва Дрору, успішного високотехнологічного підприємця. Під керівництвом Дрори 10 % співробітників звільнили, але компанія стала прибутковою.
Проте Дрора не пропрацював і року. У жовтні 2008 року Ілон Маск змінив його на посаді генерального директора. Дрора став віцеголовою, а потім покинув компанію через два місяці. До цього часу Маск вклав $70 млн своїх власних грошей в Tesla.
Однак і під керівництвом Маска справи не пішли в гору. За чотири роки компанія продала всього 2250 електрокарів. Tesla мала проблеми зі своєчасним виконанням замовлень. Не допомогла навіть участь автомобіля в популярному автомобільному шоу Top Gear.
Перший автомобіль Tesla — перероблений Lotus Elise. В основу першого електромобіля поклали серійну бензинову модель Elise, створену компанією Lotus Cars. В Tesla просто поміняли всю «начинку» автомобіля. Замість двигуна інженери розмістили 6381 акумулятор.
Складна система пристроїв живлення автомобіля потребувала спеціальної системи охолодження. Позаяк засновники Tesla Motors не розумілися на автомобілях, вони почали переманювати фахівців з Lotus Cars, що мало не закінчилося скандалом. Всього ж у компанії на той час працювало близько сотні людей.
Перший автомобіль, доступний для продажу, Tesla Motors представила в 2008 році під назвою Tesla Roadster. Він міг розвивати швидкість 100 км/годину за 4 секунди, досягаючи максимальної швидкості 210 км/годину. Заряду вистачало на 400 км пробігу. «Заправити» електромобіль можна за допомогою звичайної розетки. Машина з'явилася у продажу в червні 2006 року за ціною $100 000. І хоч автомобіль не так схвально зустріли, Ілон Маск і його компанія наполегливо працювали над досконалішими електромобілями і в 2011 році представили Tesla Model S. Її виготовлення на заводі Tesla розпочалося 17 жовтня 2010 року.
29 червня 2010 року було проведено IPO компанії для залучення додаткових інвестицій, по $17/акцію. Компанія залучає інвестиції у розмірі $226 мільйонів. На день закриття торгів акції Tesla (#TSLA) підскочили до позначки $23,89.
27 вересня 2012 року запустили революційну мережу суперзаправок для подорожі на далекі відстані.
22 травня 2013 року Tesla виплачує кредит в розмірі $465 млн від Міністерства енергетики на 9 років раніше терміну.
З 28 січня по 2 лютого 2014 року — п'ять діб, саме стільки тривала подорож через Сполучені Штати, із західного узбережжя до східного. Дві Tesla Model S прибули до Нью-Йорку, встановивши рекорд швидкості для електромобілів, які перетнули США. Для підзарядження використовували тільки «суперчарджери» (електрозаправні станції). Поїздка з Лос-Анджелеса зайняла 76 з половиною годин та коштувала $0, встановивши тим самим рекорд Гіннеса.
Команді з 15 осіб по дорозі до Нью-Йорка довелося подолати як снігові, так і піщані бурі, температури нижче нуля, дощ, страждати від недосипання. Після перетину фінішної лінії їх привітав генеральний директор Tesla — Ілон Маск. Що цікаво, єдиним автомобілем, який зламався в дорозі, був фургон підтримки з бензиновим двигуном.

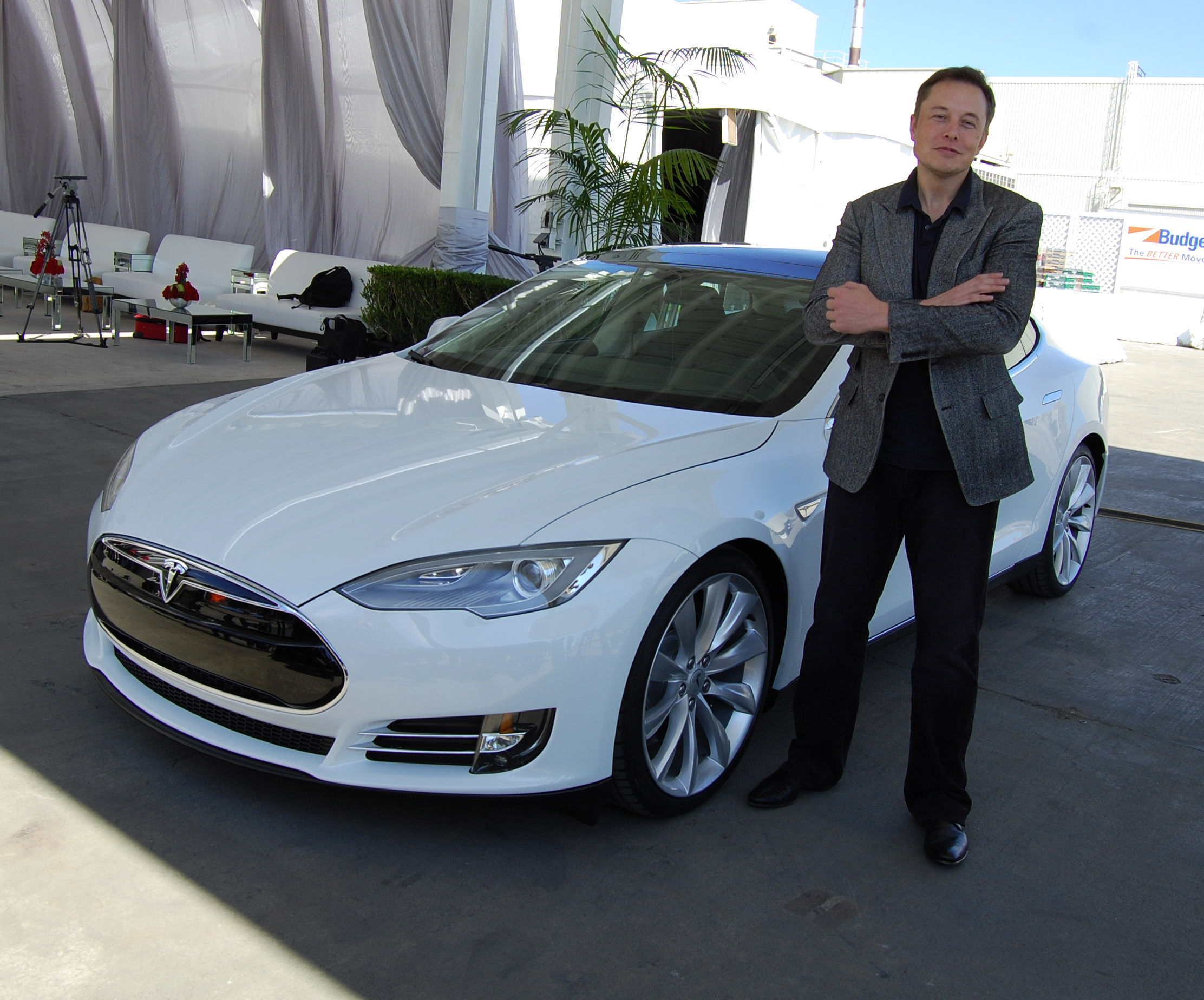
Маск та Tesla Model S, 2011

Наприкінці 2014 року, Tesla Motors представила Tesla Model X — новий електромобіль-кросовер.
У 2016 році презентували нову бюджетну модель — Tesla Model 3.
2016 року відкриється виробництво електричних акумуляторів на Гігафабриці 1 у Неваді, які використовуватимуть зокрема для електромобілів Tesla.
У 2016 році ціна акції компанії досягла позначки в $304.
У серпні 2018 року Маск написав у Твітері, що викупить акції Тесла. Проте потім він відмовився від своїх слів. Це сильно вплинуло на ціну акції. 29 вересня 2018 року Комісія з цінних паперів і бірж США (SEC) після розслідування звинуватила засновника Tesla Ілона Маска у шахрайстві і примусила виплатити 20 млн штрафу і залишити посаду голови ради директорів Tesla, проте він лишиться виконавчим директором компанії (CEO).
У кінці грудня 2018 року Маск написав, що суперчарджери з'являться в Ірландії та Києві. На що відреагував також і тодішній міністр інфраструктури України.
На початку 2021 року Ілон Маск повідомив, що його компанія Tesla купила біткойнів на $1,5 млрд.
24 березня 2021 року Ілон написав у твітері, що автомобіль Тесла можна купити за біткойни.
Станом на листопад 2021 року Ілону Маску досі належить майже 17 % акцій компанії Tesla на суму близько $180 млрд. Нещодавно Tesla приєдналася до «елітного клубу компаній», перевищивши ринкову капіталізацію в $1 трлн.

## SolarCity
Проєкт Ілона Маска SolarCity, про який в Україні говорять мало, також відрізняється своєю амбітністю. Компанія, заснована підприємцем в 2006 році, займається виробництвом сонячних панелей для виробництва електроенергії. SolarCity — один з провідних постачальників таких панелей в усьому світі.
До 2040 року, як вважає Маск, сонячна енергетика буде давати до 40 % всієї електроенергії у світі. Підприємець планує налагодити «безвідходне виробництво» — відправляти зношені автомобільні акумулятори на електростанції. Річ у тому, що батарея, яка зносилась на 30 %, непридатна для використання в електрокарі, а на електростанції здатна прослужити ще багато років.

## The Boring Company
Заснована Ілоном Маском наприкінці 2016 року після того, як він вперше висловив ідею у Twitter'і. Маск скаржився на затори в Лос-Анджелесі та на обмеження теперішньої 2D транспортної мережі, як на натхнення для проєкту.
Станом на лютий 2017 року компанія почала копати «тестову траншею» завширшки 30 футів, завдовжки 50 і 15 футів глибиною на території, де розташовано офіси SpaceX в Лос-Анджелесі, позаяк для цього не потрібні ніякі дозволи. За словами Маска, мета компанії — підвищити швидкість викопування мережі тунелів настільки, щоб це стало фінансово вигідно. 18 грудня 2018 року тестовий тунель Boring представили публіці.

## Hyperloop
У 2012 році Ілон Маск, крім оголошення про свої плани з підкорення космосу, анонсував ще один проєкт — високошвидкісний трубопровідний пасажирський транспорт Hyperloop. Задумка схожа на капсули, в яких у великих офісах доставляють документи в інші відділи — тільки розміром в людський зріст. В одну таку капсулу має поміститися 28 осіб.
Через рік після цього Маск розкрив плановані специфікації проєкту. Діаметр трубопроводу складе 2,2 м, а сама капсула матиме розмір 1,35 × 1,1 м. Переміщатися по трубах транспорт буде за рахунок низького тиску, підтримуваного в трубопроводі, аеродинаміки і закачування повітря в проміжок який утворюється між поверхнями.
Hyperloop дозволить долати відстань за 550 км менше, ніж за пів години. Крім того, квиток на таку капсулу обіцяє коштувати досить дешево, тому що будівництво Hyperloop-магістралі обійдеться набагато дешевше, ніж залізниця.
15 січня 2015 року підприємець оголосив про свій намір побудувати спеціальний трек для випробувань транспорту. Він знаходитиметься біля головної будівлі SpaceX. Тестувати свої капсули на ньому зможуть дослідні та студентські команди, а в майбутньому, можливо, будуть організовані конкурси серед таких команд. Маск виконав обіцянку, і в 2018 році проводилися вже треті міжнародні змагання транспортних капсул Hyperloop, щоб «пришвидшити появу її функціонального прототипу».
8 листопада 2016 року з'явилася інформація про побудову сполучення Hyperloop One (з Маском не пов'язана) між містами Дубай та Абу-Дабі. Орієнтовно відстань шляху складе 125—150 км, а час на дорогу всього 12 хвилин. У відео, представленому на офіційному youtube-каналі, можна бачити дату 9 жовтня 2020. Це не є офіційною інформацією, але можна зробити припущення, що введення лінії hyperloop в експлуатацію заплановано не пізніше цього часу.
П'ятий вид транспорту, за словами Ілона Маска (після автомобільного, водного, залізничного та повітряного) — буде новим, але який «наближається до справжньої телепортації».

## OpenAI
Наприкінці 2015 року, в Сан-Франциско (США), Ілоном Маском, Семом Альтманом та іншими було засновано OpenAI, як лабораторію досліджень ШІ. Засновники поручилися спільно вкласти в проєкт $1 млрд. Однак Маск, в лютому 2018 року, подав у відставку з правління, але залишився донором. 2019 року OpenAI LP отримала $1 млрд інвестицій від Microsoft.
29 лютого 2024 року, Ілон Маск подав позов до суду Сан-Франциско на OpenAI та її генерального директора Сема Альтмана, заявляючи, що компанія відмовилася від засновницької місії щодо розробки штучного інтелекту «на благо людства».

### Боротьба за безпеку штучного інтелекту
Розробка ШІ — область, яка дуже цікавить Маска. Сам він зізнається, що побоюється повторення сюжету, описаного в безлічі фільмів на кшталт «Термінатора» — тому, щоб не допустити повстання машин, намагається тримати руку на пульсі всіх пов'язаних зі штучним інтелектом розробок.
У березні 2014 року Маск вклав $40 млн у компанію Vicarious FPC, що займається розробкою штучного інтелекту. Засновники проєкту планують скопіювати області кори головного мозку, які відповідають за сенсорне сприйняття, мислення, моторику, мову — і перетворити в програмний код.
У червні 2014 року підприємець заявив, що компанія, подібна SkyNet, може бути створена вже за п'ять років — і людству варто задуматися, як цьому перешкодити. У жовтні на симпозіумі MIT підприємець зазначив, що, на його думку, розробка штучного інтелекту те саме, що виклик диявола.
Ті, хто викликає демонів, теж завжди впевнені, що зможуть їх контролювати.
Деякі дослідники підтримали його побоювання, сказавши, що страхи Маска — «не таке вже й божевілля».
15 січня 2015 року стало відомо про те, що Маск скерував $10 млн до інституту, що займається дослідженнями в галузі безпеки людського майбутнього. Він також склав листа до вчених, у якому детально описав, що саме їм належить зробити, як розпоряджатися отриманими грошима і які цілі перед ними стоять.
У липні 2017 року Ілон Маск заявив, що штучний інтелект може стати фундаментальною загрозою для людства. Тому дослідження в цій області потрібно обмежити і перевести під державний контроль: «Штучний інтелект — фундаментальний ризик для людства. ДТП, авіакатастрофи, неякісні ліки і погана їжа такими не є.» Він заявив, що це та галузь, яка потребує особливого контролю. За словами Маска, просто реагувати на досягнення в цій галузі недостатньо, позаяк це може призвести до катастрофічних наслідків. Штучний інтелект — рідкісний випадок, коли необхідно бути проактивними у сфері державного регулювання. Регулятор потрібен для того, щоб сказати: «Гей, хлопці, вам потрібно все призупинити і переконатися, що це безпечно. Я проти надмірного регулювання. Але людству необхідно впоратися зі штучним інтелектом, і швидко», — Ілон Маск.
При цьому підприємець заявив, що головна небезпека від ШІ виходить від впровадження технологій штучного інтелекту в інтернеті: «Роботи можуть почати війну, випускаючи фейкові новини та пресрелізи, підроблюючи облікові записи електронної пошти та маніпулюючи інформацією», — зазначив Ілон Маск. При цьому сам Маск вважає, що, якщо зв'язати людський інтелект з машинним, це дозволить збалансувати ситуацію. Його розробки нейрокомп'ютерного інтерфейсу передбачають реалізувати таку систему.
31 липня 2017 року Facebook вимкнув систему ШІ через те, що боти винайшли свою мову, якою вони почали спілкуватися між собою. За кілька днів перед тим Ілон Маск назвав штучний інтелект найбільшою загрозою, з якою зіткнеться цивілізація, а засновник Facebook Марк Цукерберг активно заперечував це.
У серпні 2017 року Ілон Маск став одним зі 116 фахівців зі штучного інтелекту, котрі закликали ООН заборонити виробництво бойових роботів.

## Neuralink
У 2016 році Маск став співзасновником компанії Neuralink, нейротехнологічного стартапу, мета якого — розробити нейрокомп'ютерний інтерфейс, який має забезпечити обмін інформацією між мозком людини та електронним пристроєм. Компанія розпочала свою діяльність 2016 року, проте була представлена широкій публіці в березні 2017 року.
Майбутніми продуктами компанії можуть стати електронні комплектуючі, інтегровані в мозок людини, з метою усунення наслідків певних захворювань мозку, розширення пам'яті, оптимальнішого керування складними системами тощо.

## Twitter та X Corp
29 жовтня 2022 року Ілон Маск придбав соціальну мережу Твіттер.
У березні 2023 року Ілон Маск зареєстрував X Holdings Corp. та X Corp. у Неваді (США). Того ж дня Маск зареєстрував компанію зі штучного інтелекту (ШІ) X.AI. Пізніше того ж місяця Маск подав заявку на злиття X Holdings I з X Holdings Corp. та Twitter, Inc. з X Corp. У документації Маск повідомив, що капітал X Holdings Corp. складає $2 млн; X Holdings Corp. також буде материнською компанією для X Corp. У тому ж місяці в електронному листі для всієї компанії Маск оголосив, що співробітники Twitter отримають акції X Corp.

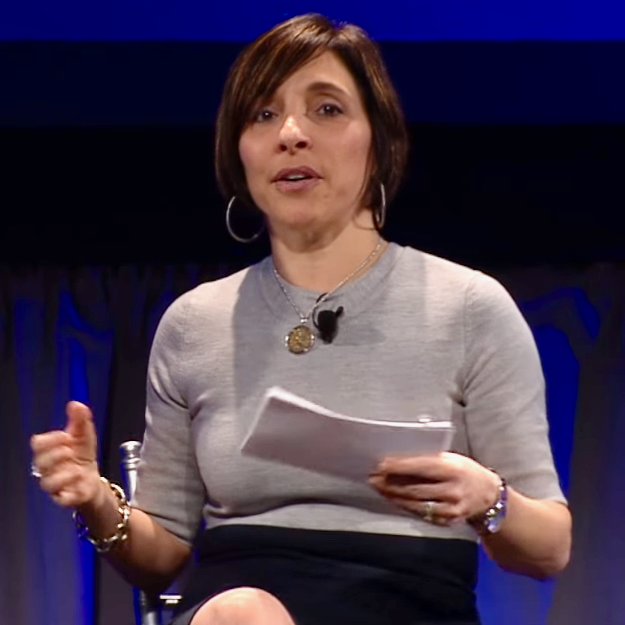
Виконавча директорка Twitter Лінда Яккаріно у 2014 році

У квітні 2023 року до суду було подано позов правим політичним активістом Лаури Лумер проти Twitter та його колишнього генерального директора Джека Дорсі. Компанія Twitter, Inc. повідомила суд, що вона була об'єднана в X Corp. у Сан-Франциско в Каліфорнії. Аналогічний позов був поданий до Окружного суду США Південного округу Флориди.

## Департамент урядової ефективності (DOGE)
13 листопада 2024 року Дональд Трамп призначив бізнесмена Ілона Маска головою нового Департаменту урядової ефективності. Він займеться скороченням бюджетних витрат і реструктуризацією федеральних агентств.
2 лютого 2025 року помічники Ілона Маска отримали доступ до платіжної системи Міністерства фінансів США, через яку проходять трильйони доларів урядових виплат. Вказується, що міністр фінансів США Скотт Бессент схвалив надання доступу до урядової платіжної системи команді під керівництвом Тома Крауса, виконавчого директора Кремнієвої долини, який співпрацює з Департаментом ефективності уряду (DOGE)

## Статки
У списку 100 найбагатших IT-мільярдерів 2017 року за версією «Forbes» посів 12-те місце, а із січня по листопад 2020 року завдяки зростанню ціни на акції «Tesla Inc.» він заробив $100,3 млрд і стрімко піднявся із 35-го на 2-ге місце у рейтингу «Bloomberg», володіючи $127,9 млрд.
Орієнтовно наприкінці 2020 — на початку 2021 року купив значну суму криптовалют — доги та біткойнів на 1,5 млрд дол.
6 січня 2021 року став найбагатшою людиною у світі, обігнавши Джеффа Безоса: у цей день його статки склали $188,5 млрд — це на $1,5 млрд більше, ніж у Безоса, який очолював топ багатіїв із 2017 року.
19 лютого 2021 року знову став найбагатшою людиною у світі, вдруге обігнавши Джеффа Безоса. Перед цим список багатіїв три дні очолював Безос. У той день статки Ілона зросли до $200 млрд проти $194 млрд в Безоса.
29 жовтня 2021 року «Bloomberg Billionaires Index» оприлюднив дані, відповідно до яких статки Ілона Маска перевищили $300 млрд — і це абсолютний світовий рекорд.
У грудні 2022 року статки Маска зменшилися, після чого він перейшов на другу сходинку найбагатших людей планети, поступившись Бернару Арно.
У 2023 рік Маск увійшов зі статками у $137 млрд, ставши першою людиною, яка втратила $200 млрд своїх статків після стрімкого падіння акцій Tesla.
Станом на 22 листопада 2024 року, статки Ілона Маска досягли історичного максимуму в $347,8 млрд, що перевищує його попередній рекорд, встановлений у 2021 році.
11 грудня 2024 року, згідно з повідомленням телеканалу Bloomberg, Ілон Маск став першою людиною в історії, чиї статки перевищили $400 млрд.

## Особисте життя
Перша дружина, Джастін, вчилася з ним в одному університеті в Канаді. Вони одружилися у 2000 році, і в сім'ї народилося п'ятеро синів. У вересні 2008 Ілон і Джастін оголосили про сварку (розлучення?), а незабаром стало відомо, що Маск зустрічається з британською акторкою Талулою Райлі.
У 2010 році Маск одружився з Райлі, церемонія одруження відбулася 25 вересня в кафедральному соборі міста Дорнокс у Шотландії. У січні 2012 пара подала на розлучення. У липні 2013 року стосунки поновили, але 31 грудня 2014 року Маск знову подав на розлучення, виплативши дружині в цьо́му ви́падкові близько $16 млн, на відміну від першого разу — $4,2 млн.
У травні 2015 року опублікували біографію Ілона, яку написав американський бізнесовий колумніст Ешлі Венс. Українською книжка з'явилася вже наприкінці грудня того ж року. Переклад з англійської здійснила Мирослава Лузіна для видавництва ТАО.
2013 року Маск познайомився з Ембер Герд на зніманні фільму «Мачете вбиває». У 2015 вона одружилася з Джонні Деппом, і вже в 2016 розлучилася. Того ж року Маск почав з нею зустрічатися, за рік пара розлучилась.
7 травня 2018 року Маск та канадська співачка Ґраймз повідомили, що вони зустрічаються. 4 травня 2020 року у пари народився син, якого, за повідомленням Маска 5 травня, назвали «X Æ A-12». Наступного дня Ґраймз пояснила, що це ім'я означає. Мати Ілона Маска розповіла, що називає онука просто Еш.
13 листопада 2020 року заявив, що зробив чотири швидкі тести на коронавірус (антиген коронавірусу SARS-CoV-2). З них два виявилися позитивними, а два — негативними. Також він заявив, що має симптоми застуди. Він планує зробити також тести ПЛР в різних лабораторіях.
У травні 2021 року Ілон Маск заявив, що в нього синдром Аспергера.
Ілон Маск та Граймс розійшлися у вересні 2021 року.
2021 року Клер Буше народила від Маска двійню, всього Ілон має дев'ятьох дітей.
У липні 2022 року стало відомо завдяки отриманню судових документів округу Тревіс, штат Техас, що у Шивон Зіліс і Маска в листопаді 2021 року народилися близнюки. 2020 року Зіліс заявила, що Маск є людиною, якою вона захоплюється найбільше, попри критику на його адресу. Відповідно до судових документів для реєстрації імен близнюків, Маск і Зіліс вказали ту саму адресу в Остіні.
Станом на початок 2025 року, як повідомляють ЗМІ, загалом, Ілон Маск виховує 12 дітей.

## Ілон Маск і Україна
Під час російського вторгнення в Україну Ілон Маск публічно підтримав Україну і після офіційного звернення Михайла Федорова — міністра цифрової трансформації України 27 лютого 2022 року забезпечив постачання сервісів глобальної супутникової системи Starlink на територію України. 28 лютого прибула перша партія систем Starlink, щоб убезпечити критичну інфраструктуру України через можливі проблеми з інтернетом, які спричинені вторгненням Росії. Друга партія терміналів Starlink прибула 9 березня 2022 року. Михайло Федоров на офіційному телеграм-каналі зазначив: «Сьогодні ми отримали вже другу, набагато більшу, партію станцій Starlink, які допомагають нашим військовим та підтримують роботу критичної інфраструктури та сервісів у медицині, фінансах, енергетиці».
3 жовтня 2022 року опублікував у Twitter твіт, який багато людей сприйняло як такий, що фактично підтримує російську пропаганду. Цей твіт призвів до бурхливих негативних реакцій, внаслідок чого акції Tesla впали в ціні на 8,5 % протягом 12 годин, а сам Маск отримав загальний осуд деяких впливових осіб. Йому навіть іронічно запропонували «віддати Аляску, історичну територію росії до 1867 року для того, щоб задобрити путєна?»
На твіт відреагував Президент України Володимир Зеленський, який запропонував проголосувати за: Ілона Маска, який за Україну або Ілона Маска, який за Росію.
У жовтні 2023 року Ілон Маск поділився у 𝕏 карикатурою на Володимира Зеленського, яка висміювала спроби українського президента отримати західну допомогу.
На початку листопада 2023 року Маск заявив, що Україні час йти на переговори з Росією, щоб уникнути нових смертей на фронті.
13 лютого 2024 року Ілон Маск висловився проти законопроєкту США щодо надання фінансової допомоги Україні та закликав американців тиснути на сенаторів, щоб вони не схвалювали продовження військової допомоги Україні. На його думку, Путін не може програти війну й тому не потрібно допомагати Україні.
5 лютого 2025 року Ілон Маск поширив фейкове відео, яке дискредитує USAID, Україну та Володимира Зеленського. Він поширив на сторінці в 𝕏 ролик про те, що USAID нібито платив знаменитостям за відвідування України, а також для того, аби збільшити популярність Володимира Зеленського. 19 лютого Маск заявив, що президент України Володимир Зеленський винен у загибелі чілійсько-американського блогера і журналіста Гонсало Ліри, який прибув в Україну напередодні вторгнення і висвітлював його поширюючи дезінформацію та російську пропаганду.

## Додатково
- Найбільший автоконцерн «DAIMLER AG» володіє часткою TESLA, угоду про стратегічне партнерство підписали 19 травня 2009 року. Концерн Daimler AG придбав 10 % акцій Tesla за $50 млн. Нині $50 млн виросли до майже $3 млрд.[джерело?]
- На одному з перших рекламних постерів компанія розмістила напис: «Пали гуму, а не бензин».[джерело?]
- Ілон Маск став мільйонером у 1999 році (у віці 28 років).[95]
- Під час однієї з небагатьох відпусток, перебуваючи в Південній Африці, Ілон підхопив тропічну малярію і ледве не помер через те, що в США йому спочатку поставили неправильний діагноз. Згадуючи цей випадок під час написання біографії для книги Ешлі Венса «Ілон Маск. Tesla, SpaceX і шлях у фантастичне майбутнє», Маск пожартував про те, що «відпустки вбивають».
- На конференції TED Ларрі Пейдж заявив, що у разі його смерті його гроші перейдуть засновникові Tesla Motors, SpaceX, Solar City, Neuralink, The Boring Company і охочому поселити людей на Марсі Ілону Маску. Своє бажання Ларі Пейдж пояснив тим, що він хоче бачити таких людей, як Ілон Маск, — здатних змінити світ. Відповідно, він вірить в те, що робить CEO Tesla Motors, і впевнений в правильності та корисності його починань.[джерело?]

Ілон Маск, безумовно, змінив галузі, в яких він працює. За допомогою Tesla він представив повністю електричний спортивний автомобіль Roadster, а також електромобіль-седан Tesla Model S. Він побудував інфраструктуру Supercharger. Маск навіть працює над новими технологіями в сфері акумуляторів, відкриваючи свій власний Мегазавод десь на південному заході США. Також він бореться з традиційною системою постачальників автомобілів, переходячи на прямі продажі. Solar City створив величезні сонячні батареї, щоб збільшити кількість відновлюваних джерел енергії, зібраної в країні. А SpaceX уклав контракт на $1,6 млрд з NASA, який дозволяє SpaceX здійснити 12 поїздок на Міжнародну космічну станцію (МКС) і назад. Ракети також можуть бути повторно використані, тому вони сідають вертикально, а не просто падають в океан.
- За словами режисера фільмів про Залізну людину Джона Фавро, саме Ілон Маск є прототипом головного героя фільму Тоні Старка, мільярдера, який нажив статки завдяки розробці найсучаснішої зброї.[96]
- У 2010 році Маск з'явився у фільмі «Залізна людина 2» в ролі самого себе (за сюжетом Ілон — приятель Тоні Старка).[96]
- У 2013 році він також зіграв себе в епізоді фільму «Мачете вбиває». Маска видно серед глядачів, що прийшли на презентацію штучного інтелекту в науково-фантастичному фільмі «Перевага» (2014, на позначці 00:07:39), але його ім'я відсутнє в титрах.[джерело?]
- З'явився в 9 сезоні Теорія Великого Вибуху в ролі самого себе.
- 12 серія 26 сезону мультсеріалу Сімпсони була повністю присвячена Ілону Маску і мала назву: «Маск, який впав на Землю» («The Musk Who Fell to Earth». Дата показу оригінальної серії 25 січня 2015 року.[97]
- Ілон Маск з'явився в серіалі «Юний Шелдон» в 6 серії 1 сезону. У кінці серії показаний Ілон, який переглядає старі записи Шелдона про повернення ракет на Землю, потім кладе їх у шухляду стола (дата показу оригінальної серії — 30 листопада 2017 року).[джерело?]
- У 2015 році в інтерв'ю CNN Ілон Маск заявив, що його улюбленою ракетою-носієм є український «Зеніт».[98]
- Твіт голови Tesla Motors Ілона Маска підвищив вартість акцій компанії на 4 % за 10 хвилин після публікації. Таким чином, пише PandoDaily, ринкова капіталізація Tesla Motors збільшилася відразу на $900 млн. У повідомленні Маск написав, що 30 квітня Tesla Motors покаже нову лінійку продуктів. При цьому, уточнив він, йдеться не про автомобілі. Після твіту обсягом 115 символів ціна однієї акції зросла із $190,8 до $194,3, а через пів години досягла позначки $194,75. За підсумками торгів зростання акцій склало $3,01.[джерело?]
- 2016 року на конференції у Гвадалахарі у Мексиці Маск представив своє бачення програми колонізації Марса.[99]
- У травні 2018 року Маск заявив, що займеться створенням сайту для перевірки правдивості і рівня довіри до різних ЗМІ[100] Це пояснювалося неправдивістю даних, які надавали деякі журналісти при висвітленні роботи Маска або його компаній, зокрема Tesla. Маск вирішив назвати ресурс «Pravda» і намагався купити домен pravda.com, що належить виданню Українська правда, проте ті відмовили йому.[101] Натомість Ілон купив домен pravduh.com. Станом на 7 червня 2020 року жоден сайт на такому домені не працює.
- 8 вересня 2018 року Ілон Маск курив марихуану із ведучим Джо Роганом в прямому ефірі після чого акції Тесла різко впали.[96]
- Ілон Маск вважає, що людство в найближчому майбутньому чекає «демографічний колапс» — і це є загрозою для його існування.[102]
- 8 лютого 2021 року Ілон Маск, репер Снуп Догг і басист Kiss Джин Сіммонс написали про криптовалюту Доги (Dogecoin) в Twitter, після чого ціна цієї криптовалюти різко зросла.[103]
- У квітні 2021 року Маск висловив ідею про будівництво бази на Місяці і міста на Марсі.[104]
- 8 лютого 2021 року Ілон під час інтерв'ю на телебаченні жартома дав ствердну відповідь на запитання «чи є Dogecoin шахрайством?», чим обвалив курс цієї криптовалюти.[74]
- 19 липня 2021 року вчені приблизно оцінили рівень IQ Маска у 155 балів. Оцінку пояснили можливостями Маска застосовувати складні технічні дані, його ранніх тестах і на тому, як він використовує знання.[105]
- У вересні 2021 року Ілон Маск пожертвував $50 млн для лікарні Святого Юди, де займаються лікуванням раку у дітей.[106][107]
- 28 вересня 2021 року журнал Forbes опублікував список найбагатших людей планети, в якому Маск посів перше місце.[108][109][110]
- У листопаді 2021 року Маск пообіцяв в своєму Твітері, що продасть акції Tesla на суму $6 млрд і пожертвує їх ООН, якщо організація зможе показати, як ці гроші допоможуть вирішити проблему голоду в світі.[111][112]
- У грудні 2021 року Ілон Маск повідомив, що він досяг своєї мети на 2021 рік — продати 10 % акцій Tesla. Він пожертвував понад 5 млн акцій на благодійність на суму $5,74 млрд.[113][114][115][116][117]
- У жовтні 2023 року, Ілон Маск назвав Вікіпедію негарним словом та у своїй мережі 𝕏 (Twitter) він запропонував Вікіпедії $1 млрд, якщо вони змінять свою назву.[118]

## Нагороди
- Журнал Esquire 2008 року заніс Маска до списку 75 найвпливовіших людей XXI ст.[119]
- У червні 2011 року його нагородили премією Гайнлайна за досягнення в комерціалізації космосу у розмірі $500 000.[120]
- У лютому 2011 року журнал Forbes заніс Маска до списку 20 найвпливовіших CEO у віці до сорока років.[121]
- У 2014 році Маск став лауреатом Edison Achievement Award.[122]
- У листопаді 2020 року у Берліні Ілона нагородили премією Акселя Спрінгера, як «видатного новатора, який створює та змінює ринки і формує культуру, одночасно несучи свою соціальну відповідальність».[123]
- У грудні 2021 року журнал Time назвав Ілона Маска переможцем власної щорічної престижної премії «Людина року».[124][125][126][127]
- У 2022 році Національна інженерна академія США (NAE) обрала Ілона Маска як представника космічної галузі завдяки його компанії SpaceX та її досягненням у цьому напрямку.[128]

## Вшанування
У місті Березань Київської області вулицю Гагаріна перейменували на вулицю Ілона Маска.